# Brice Mack
Pour les articles homonymes, voir Mack.
Brice Mack (2 juin 1917 -2 janvier 2008) est un dessinateur de décor et un réalisateur, présent aux génériques de nombreux films de Walt Disney Pictures pour la conception graphique. Il fut aussi scénariste dans les années 1950.

## Biographie
Brice Mack est notamment connu pour les décors réalisés dans des films des années 1940 et 1950.
Sa première contribution majeure, au sein de  Walt Disney Pictures, est un décor de la séquence Le Sacre du Printemps de Fantasia (1940). Il a aussi travaillé sur Mélodie du Sud (1946), Alice au Pays des Merveilles (1951), Peter Pan (1953) et La Belle et le Clochard (1955). Son dernier travail chez Disney est The Legend of Sleepy Hollow (1958)
À partir de la fin des années 1950, il devient le président d'ERA Productions, un petit studio principalement constitué d'anciens animateurs de chez Disney, partis après la grève des studios de 1941.
Mack a travaillé aussi comme technicien caméra et réalisateur sur des films en prise de vue réelles dans les années 1970 et 1980. Son film le plus remarqué de cette période est Jennifer, un film d'horreur écrit par Steve Krantz.

## Filmographie

### Animateur
- 1940 : Fantasia
- 1946 : Mélodie du Sud
- 1947 : Coquin de printemps
- 1947 : Mail Dog
- 1948 : Pecos Bill
- 1948 : Mélodie Cocktail
- 1948 : Johnny Appleseed
- 1948 : Le Protégé de Pluto (Pluto's Fledgling)
- 1949 : Pluto's Surprise Package
- 1949 : Pluto's Sweater
- 1949 : Pluto et le Bourdon
- 1949 : Sheep Dog
- 1949 : Le Crapaud et le Maître d'école : La Légende de la Vallée endormie (The Legend of Sleepy Hollow)
- 1950 : Cendrillon
- 1950 : Wonder Dog
- 1951 : Alice au Pays des Merveilles
- 1953 : Peter Pan
- 1954 : Petit Toot
- 1955 : La Belle et le Clochard
- 1955 : Donald et les Abeilles

### Scénariste
- 1952 : Dingo cow-boy
- 1952 : How to Be a Detective
- 1953 : Papa est de sortie
- 1953 : Dingo toréador
- 1953 : Father's Week End
- 1954 : Donald's Diary
- 1954 : Casey Bats Again

### Réalisateur
- 1975 : Half a House
- 1978 : Horrible carnage (Jennifer)
- 1979 : Swap Meet
- 1983 : Rooster: Spurs of Death!